# Palmon megistus
Palmon megistus is een vliesvleugelig insect uit de familie Torymidae. De wetenschappelijke naam is voor het eerst geldig gepubliceerd in 1968 door De Santis.